# Sean Cody
Sean Cody (nom légal de l'entreprise : MG Premium Ltd.) est un studio indépendant de pornographie gay fondé en septembre 2001.
Le site internet présente principalement des hommes jeunes, musclés et blancs dans des scènes solo et sans préservatif. Sean Cody applique une sélection stricte de ses modèles, avec des contrats n'exigeant aucune expérience préalable dans le milieu pornographique, qualifiés d'hommes « exclusifs »).

## Histoire
Le studio Sean Cody a été fondé en 2001 par Sean Cody, un ingénieur en informatique devenu photographe. Selon sa présentation sur le site web original, il a reçu une éducation religieuse jusqu'à l'âge de 18 ans, avant de partir pour l'université. Il a admis avoir toujours été fasciné par la beauté masculine, et c'est ainsi qu'après avoir travaillé dans une grande entreprise de logiciels après ses études, il a lancé le site internet Sean Cody à l'âge de 30 ans. Le studio mettait en avant de jeunes mannequins blancs, au look soigné et souvent hétérosexuel, reflétant l’idéal de masculinité de Sean Cody et celui à qui il avait perdu sa virginité.
Il a possédé et dirigé la société Cody Media Inc jusqu'en 2015, date à laquelle il l'a vendue au conglomérat pornographique MindGeek (qui possède d'autres studios concurrents tels que Men.com). Des critiques ont alors émergé quant à la qualité et l'exclusivité du contenu, car la même société mère possédait les sites web de partage de contenu qui ont eu un impact négatif sur de nombreux autres studios. Un article publié en 2014 par le magazine Slate expliquait comment « MindGeek est devenu le monopole du porno, plaçant les membres de l'industrie dans la position paradoxale de travailler pour la société même qui tire profit du piratage de leur travail ».
En janvier 2012, la société mère de SeanCody.com, 808 Holdings, a intenté une action en justice devant un tribunal fédéral contre 122 partageurs de fichiers non identifiés pour avoir prétendument échangé des copies non autorisées de la première vidéo sans préservatif de la vidéo Brandon & Pierce Unwrapped, en décembre 2011. C'était la première fois que Sean Cody intentait un procès pour partage de fichiers en ligne.

## Modèles
Depuis sa création en 2001, Sean Cody a employé un grand nombre de modèles masculins, tous présentés comme « amateurs », et pour la plupart débutants dans l'industrie pornographique. Le site ne divulgue généralement que le prénom (ou un pseudonyme) des modèles, ainsi que leur âge, taille, poids et quelques détails personnels.

### Anciens modèles devenus célèbres
Certains anciens modèles ont acquis une notoriété en dehors du site, que ce soit dans l'industrie du porno, le monde artistique ou à la télévision :
- Simon Dexter, un mannequin de sous-vêtements[6]

- Aaron Savvy, un mannequin de fitness et participant à l'émission Ultimate Fighter, qui est apparu dans l'émission de télé-réalité Hole in the Wall[7],[8]

- Dayton O'Connor (Dayton chez SeanCody)[9]

- Colby Keller (Colby chez SeanCody)[10]

- Paul Wagner (Barry chez SeanCody)[11]

- Brady Jensen (Jonah chez SeanCody)[12]

### Acteurs connus sous d'autres noms
- Brandon Cody (Brandon chez SeanCody)[13]

- Jake Porter (Porter chez SeanCody)[14]

- Kaleb Stryker (Kaleb chez SeanCody)[15]

### Participations à la télévision
D’autres acteurs sont également notables :
- Dakota Cochrane, qui a participé à la 15e saison de The Ultimate Fighter sur FX, a posé sous le nom de "Danny" chez Sean Cody durant la seconde moitié de 2007, soit avant sa participation à l’émission de téléréalité en 2012. Une décision qu’il regrette aujourd’hui[16]
- « Sean » (dont le prénom réel est Ben) est apparu dans l'émission True Life de MTV en décembre 2015, dans un épisode intitulé « Je suis une star du porno gay à la demande », où il parle de sa famille et de sa carrière dans le porno gay[17],[18]
- Le performeur Forrest, également acteur chez Sean Cody, apparaît aussi dans l’épisode[17],[18]

### Anciens modèles identifiés
- Johnny Donovan[19]

- Ricky Donovan[20].

- Ryan Rose (Pierce chez SeanCody)[21]
- Justin Matthews (Taylor chez SeanCody)[22]

## Récompenses
Le studio Sean Cody a été reconnu à plusieurs reprises lors des GayVN Awards, cérémonie prestigieuse récompensant l’industrie du cinéma pornographique gay. Voici quelques distinctions notables :
En 2023, en collaboration avec BelAmi, Sean Cody a remporté deux prix majeurs :
- Meilleur film All-Sex pour BelAmi X Sean Cody[23].

- Meilleure scène de groupe pour une scène réunissant des performeurs des deux studios, dont Asher, Bart Cuban, Deacon, Jim Durden, Tom Houston, Justin, Manny, Ashton Montana, Ethan O’Pry et Yannis Paluan[24].

En 2019, le studio a été nommé dans la catégorie Meilleure scène à trois pour la scène Wyoming Getaway, avec Derick, Deacon et Asher.
En 2018, Sean Cody a été finaliste dans la catégorie Meilleur marketing – Image de marque, aux côtés d’autres studios renommés tels que Men.com, BelAmi et CockyBoys.
Le studio a également reçu d’autres distinctions et nominations :
En 2021, la scène Nixon, Archie & Manny a été nominée dans la catégorie Meilleure scène à trois.
En 2022, la scène Leann & Josiah a été nominée dans la catégorie Meilleure scène solo.